# Boca Raton
Boca Raton – miasto w Stanach Zjednoczonych, na Florydzie, w hrabstwie Palm Beach, nad Oceanem Atlantyckim, na północ od Miami. Według spisu w 2020 roku liczy 97,4 tys. mieszkańców. Jest częścią obszaru metropolitalnego Miami.

## Historia
Zostało zarejestrowane po raz pierwszy 2 sierpnia 1924 jako Bocaratone. W 1925 zmieniono jego nazwę na Boca Raton.

## Ważne osobowości

### Urodzeni
- Ariana Grande – aktorka i piosenkarka
- Kira Kosarin – aktorka
- Elizabeth Mandlik – tenisistka
- Allie Will – tenisistka
- Logan Sargeant – kierowca F1

### Zmarli
16 września 2005 w Boca Raton zmarł Harold Masur (1909–2005), amerykański prawnik i autor powieści kryminalnych.